# Стихотворения Каррера, Эллиса и Эктона Беллов
«Стихотворения Каррера, Эллиса и Эктона Беллов» (англ. Poems by Currer, Ellis, and Acton Bell) — сборник стихотворений английских писательниц и поэтесс Шарлотты, Эмили и Энн Бронте, выпущенный в 1846 году.
Сборник стихотворений был напечатан за счёт самих сестёр Бронте. При жизни их поэзию успех обошёл стороной, в отличие от некоторых романов, например, «Джейн Эйр» Шарлотты Бронте.